# Летающая лаборатория

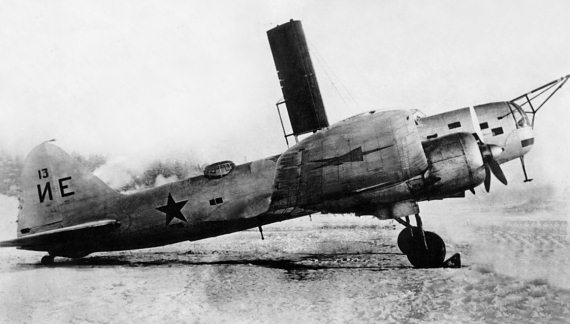
Летающая лаборатория на базе самолёта ДБ-3, разработана ЦАГИ для исследования ламинарных профилей крыла (1940)

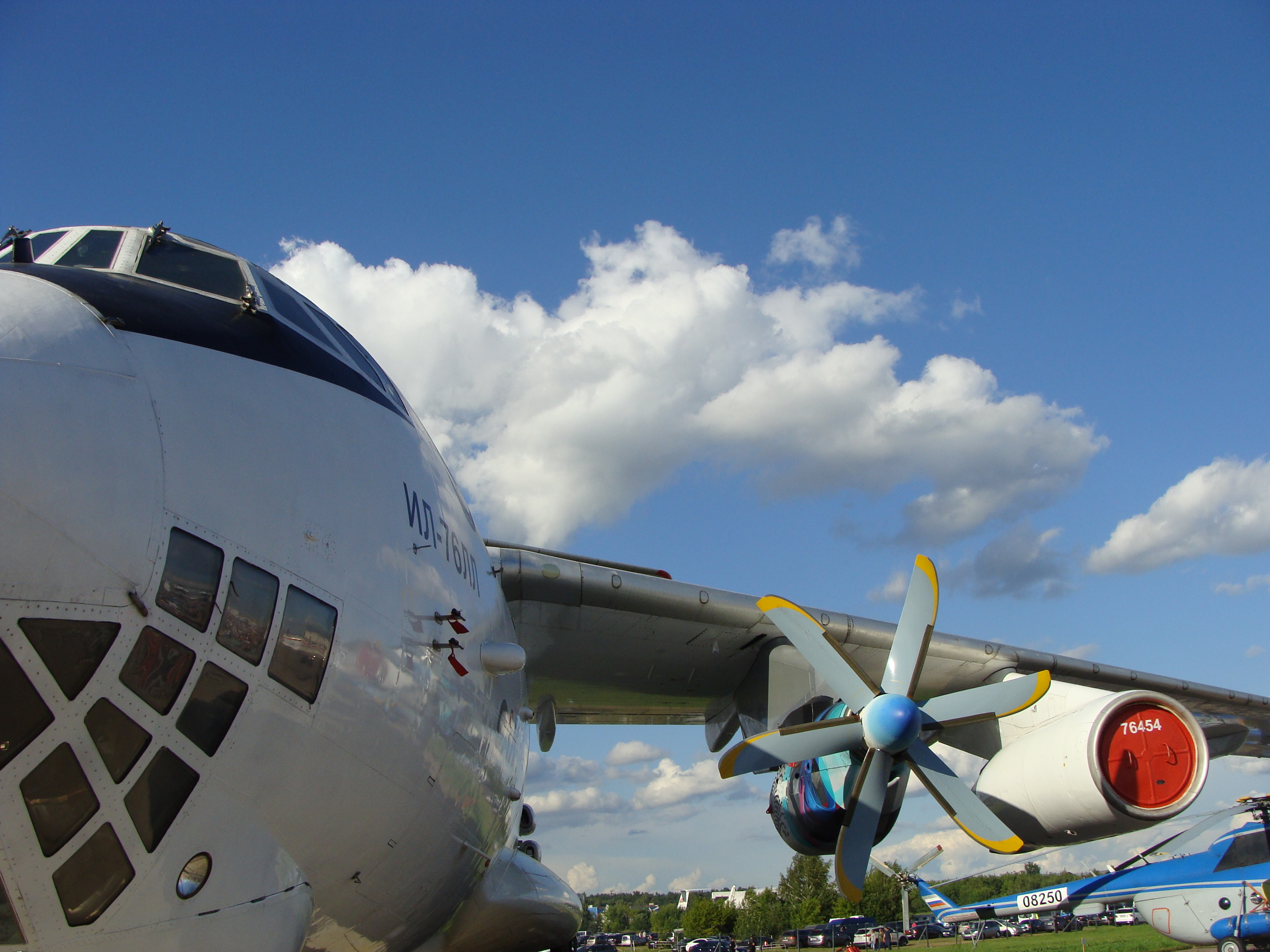
Ил-76ЛЛ с опытным турбовинтовым двигателем ТВ7-117СТ, разработана ЛИИ

Летающая лаборатория (ЛЛ) — летательный аппарат, предназначенный для проведения натурных лётных исследований и испытаний. Может быть специально построен, но чаще это модифицированный для решения определённых задач серийный самолёт, вертолёт или иной летательный аппарат (ЛА). Такие экспериментальные ЛА появились ещё на заре авиации, но пик их использования пришёлся на годы после Второй мировой войны, когда произошёл качественный скачок уровня сложности и характеристик авиационной техники. В государственной авиации России к летающей лаборатории относят также самолёт, оборудованный аппаратурой контроля характеристик наземных средств радиотехнического обеспечения полетов и предназначенный для проверки и калибровки этих средств на аэродромах.

## Использование
В настоящее время использование ЛЛ при создании любого нового ЛА стало насущной необходимостью. Часто на один новый опытный образец ЛА приходится делать несколько (иногда более десятка) разных ЛЛ. Стоимость одной такой лаборатории даже превышает стоимость единичного серийного самолёта или вертолёта. Обычно в качестве ЛЛ используется тяжёлый самолёт, транспортный или бомбардировщик, поскольку помимо испытуемого объекта он должен нести регистрирующую аппаратуру, на нем должны размещаться инженеры-испытатели и вычислительный комплекс для обработки на борту результатов эксперимента, а также управления его ходом в зависимости от получаемых результатов. Кроме этого, базовый самолёт или вертолёт для создания ЛЛ должен быть надёжен и хорошо освоен в эксплуатации, так как испытуемая система может привести к развитию трудно предсказуемой ситуации на борту в испытательном полёте. На ЛЛ часто наносят специальную окраску для лучшей заметности, а также для облегчения фокусирования объектива при выполнении внешней фотокиносъёмки.
В СССР и России наибольшее число (около полутора сотен) летающих лабораторий было создано за период с 1941 г. в Лётно-исследовательском институте имени М. М. Громова, эти работы продолжаются и в настоящее время в рамках экспериментальной авиации РФ.

## Примеры летающих лабораторий
- Ил-18ЛЛ ПОС (№ 188000201) — самолёт, переделанный для проведения исследований обледенения и проверки эффективности различных противообледенительных систем. Затем самолёт переделан в испытательный стенд аппаратуры СИП (телеметрия ракет) на котором проверялась возможность получения телеметрической информации, прорабатывался состав комплекса и порядок работы с ним.
- Ту-144ЛЛ — в период с 1995 по 1999 годы Ту-144Д № 77114, получивший после переоборудования под шифром Ту-144ЛЛ, использовался американским космическим агентством НАСА для исследований в области высокоскоростных коммерческих полётов. На Ту-144ЛЛ были установлены двигатели НК-32-1 (аналогичные используемым на Ту-160) в связи с отсутствием пригодных к эксплуатации НК-144 или РД-36-51, разнообразные датчики и испытательная контрольно-записывающая аппаратура. В полу 1-го салона была организована шахта аварийного покидания самолета вниз через грузовой люк. Большинство кресел было демонтировано. Хвостовая часть фюзеляжа была дополнительно обшита пластинами из нержавеющей стали из-за более мощных двигателей. 
 После завершения полётов двигатели и записывающая аппаратура были демонтированы.
- Ту-95ЛАЛ (заказ 247) — летающая лаборатория с ядерным реактором в грузоотсеке. В процессе полётов отрабатывалась биологическая защита экипажа от радиации.
- Ту-154ЛЛ — пять летающих лабораторий, переоборудованных по программе многоразового космического челнока «Буран». На самолётах была изменена система устойчивости и управляемости (СУУ) в системе АБСУ-154 и усилена хвостовая часть фюзеляжа. Все интерцепторы могли работать в режиме воздушных тормозов. На месте второго пилота была установлена часть штатной кабины космического корабля, с новой приборной доской и ручкой управления. На снижении внешние двигатели (№ 1 и 3) вводились в реверс для ограничения предельной скорости при движении по крутой глиссаде. Два самолёта оснащены полноценным РТО челнока «Буран» и могли выполнять полностью автоматическую посадку. Всего по программе «Буран» на Ту-154ЛЛ было выполнено около 200 полётов.
- NC-130H — самолёт ЕC-130V (построен по заказу Береговой охраны США для борьбы с перевозкой наркотиков), переоборудованный в летающую лабораторию для испытания новой РЛС APS-145, предназначенной для палубного самолёта ДРЛО Grumman E-2 Hawkeye.
- А-60 (изделие «1А») — советская/российская экспериментальная летающая лаборатория, носитель лазерного оружия на базе самолёта Ил-76МД. Предназначена для исследования распространения лазерных лучей в верхних слоях атмосферы, а в дальнейшем — для подавления разведки противника. Представляет собой авиационный вариант носителя мегаваттного лазера, планировавшегося к выведению в космос как 17Ф19Д «Скиф-Д». Построено два самолёта, один сгорел в июне 1986 года на аэродроме Чкаловский.
- Ту-16ЛЛ — всего было переоборудовано порядка 9 самолётов для натурных испытаний перспективных турбореактивных двигателей в ЛИИ им. Громова. С самолётов было снято всё вооружение и специальное оборудование. В грузовом отсеке самолёта монтировался специальный механизм крепления с гидроприводом, позволяющим выпускать испытуемый двигатель в поток и убирать его, а также был предусмотрен режим аварийного сброса двигателя. За тридцать лет эксплуатации этих ЛЛ на них были испытаны почти все советские ТРД: НК-8, Д-30, Р15Б-300, Д-36, АЛ-7, Р-29-300, Р95-300 и др. По состоянию на 2023 год сохранилось два таких самолёта в качестве музейных экспонатов.
- Ту-142ЛЛ — к 1986 году в летающие лаборатории были переоборудованы 2 самолёта, с целью испытания и доводки новых мощных ТРД НК-25, НК-32, НК-144 и РД-36-51 самолётов Ту-22М3, Ту-160, Ту-144 и Ту-144Д. Ту-142ЛЛ имел следующие отличия от Ту-142М: демонтировано всё вооружение и специальное оборудование, сделан вырез внизу фюзеляжа под модуль с отрабатываемым двигателем, усилена конструкция планера, установлена контрольно-записывающая аппаратура. Для выпуска-подъёма модуля была применена гидравлика, также имелась воздушная система, работающая лишь на подъём, а также устройство гильотинного типа, позволяющее сбросить двигатель в случае пожара или другой опасности. 
 Помимо испытательных полётов, в апреле 1990 года началась разработка программы полётов для установления мировых рекордов. Согласно правилам FAI, Ту-142ЛЛ попадал в категорию машин с турбореактивными двигателями со взлётной массой 100—150 тонн. 3 мая 1990 года были выполнены два полёта и установлены три мировых рекорда: набор высоты 6000 м за 4 мин 23 сек, 9000 м — 6 мин 3,5 сек, практический потолок — 12 530 м. 
 После распада СССР отмечались попытки западных фирм приобрести самолёт, однако Ту-142ЛЛ был разрезан на металлолом в середине 1990-х годов. Второй самолёт ранее потерпел катастрофу.
- Ан-12 — этот самолёт стал базовым для нескольких десятков различных летающих лабораторий. Испытывались новые двигатели, новая бортовая аппаратура различного характера, перспективные системы вооружения, различные катапультные кресла, отрабатывался подвесной агрегат заправки УПАЗ, проверялись орбитальные спускаемые аппараты. Также, летающие лаборатории на базе Ан-12 занимались исследованием атмосферы. Один самолёт переделан в лабораторию для испытаний в условиях обледенения.
- Ту-134ЛЛ «Оптик» — летающая лаборатория, созданная в Институте оптики атмосферы им. В. Е. Зуева в 2010 году на базе серийного ближнемагистрального самолёта Ту-134 для определения состава воздуха и характеристик подстилающей поверхности бортовыми средствами измерений[5].

## Галерея

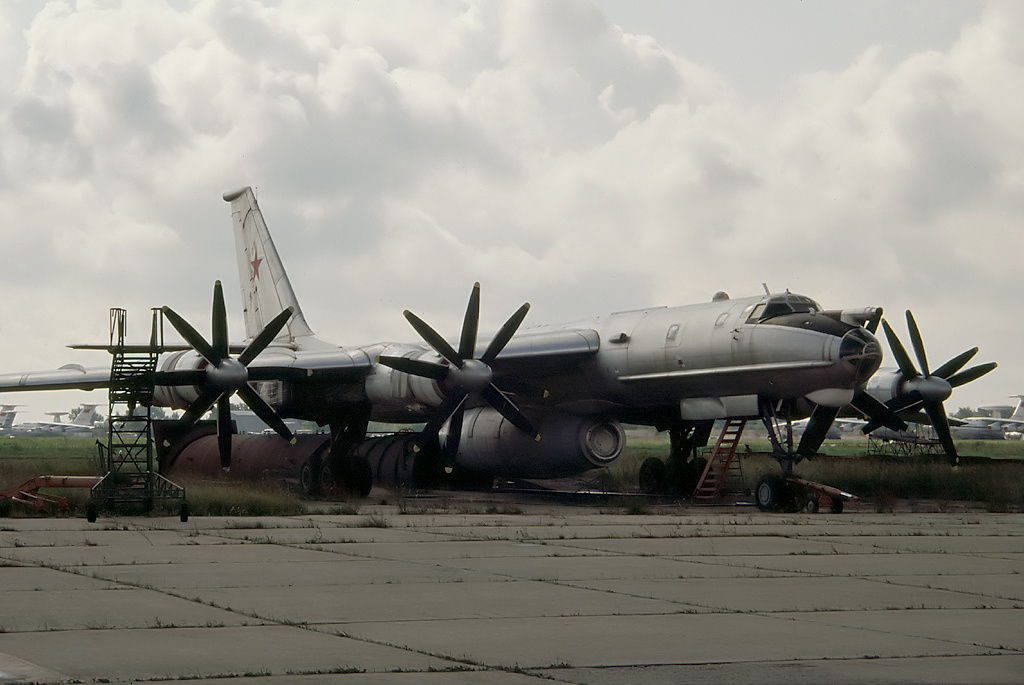
Летающая лаборатория для испытания двигателей Ту-142ЛЛ (1993)
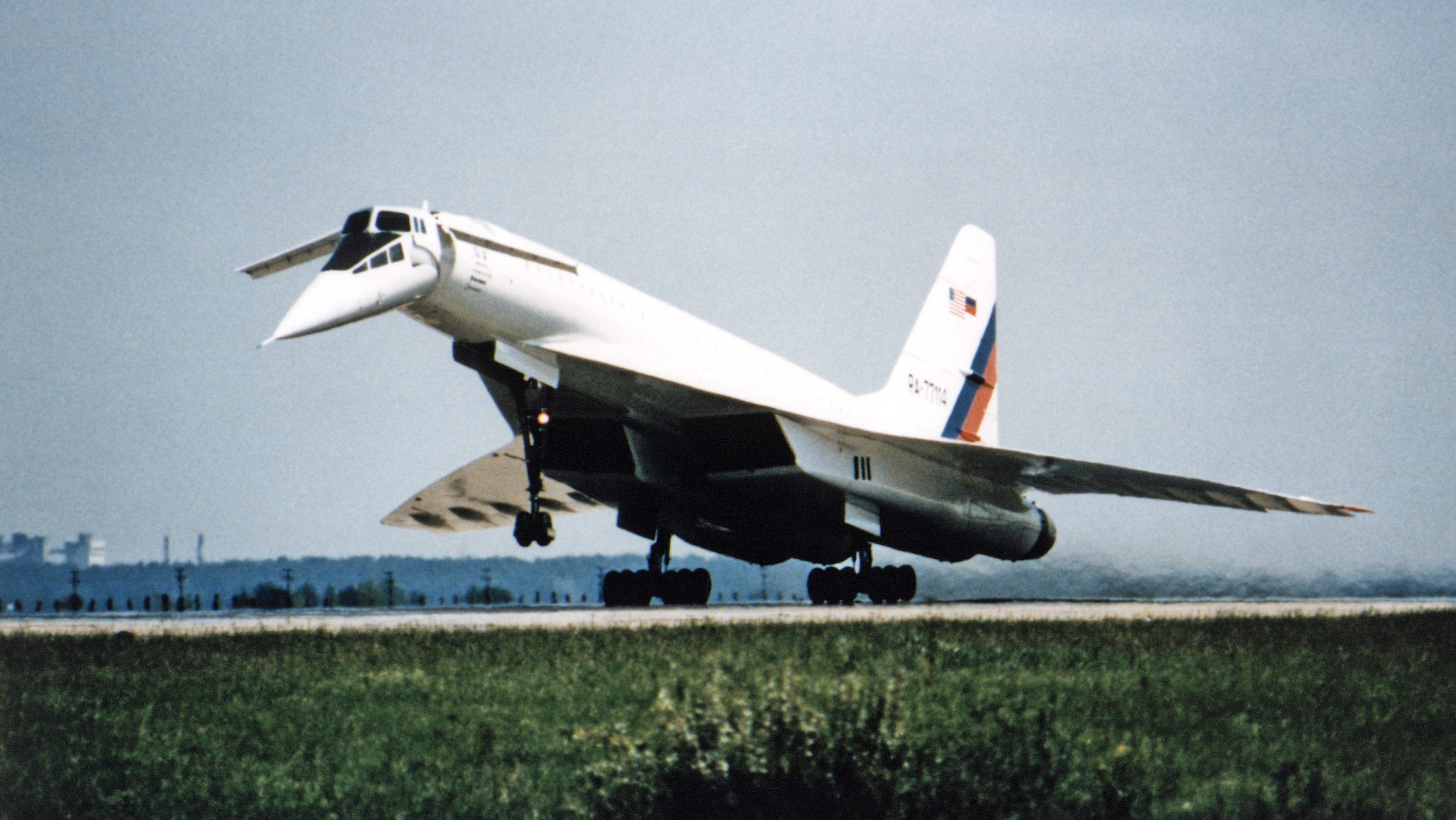
Летающая лаборатория Ту-144ЛЛ взлетает с аэродрома Раменское
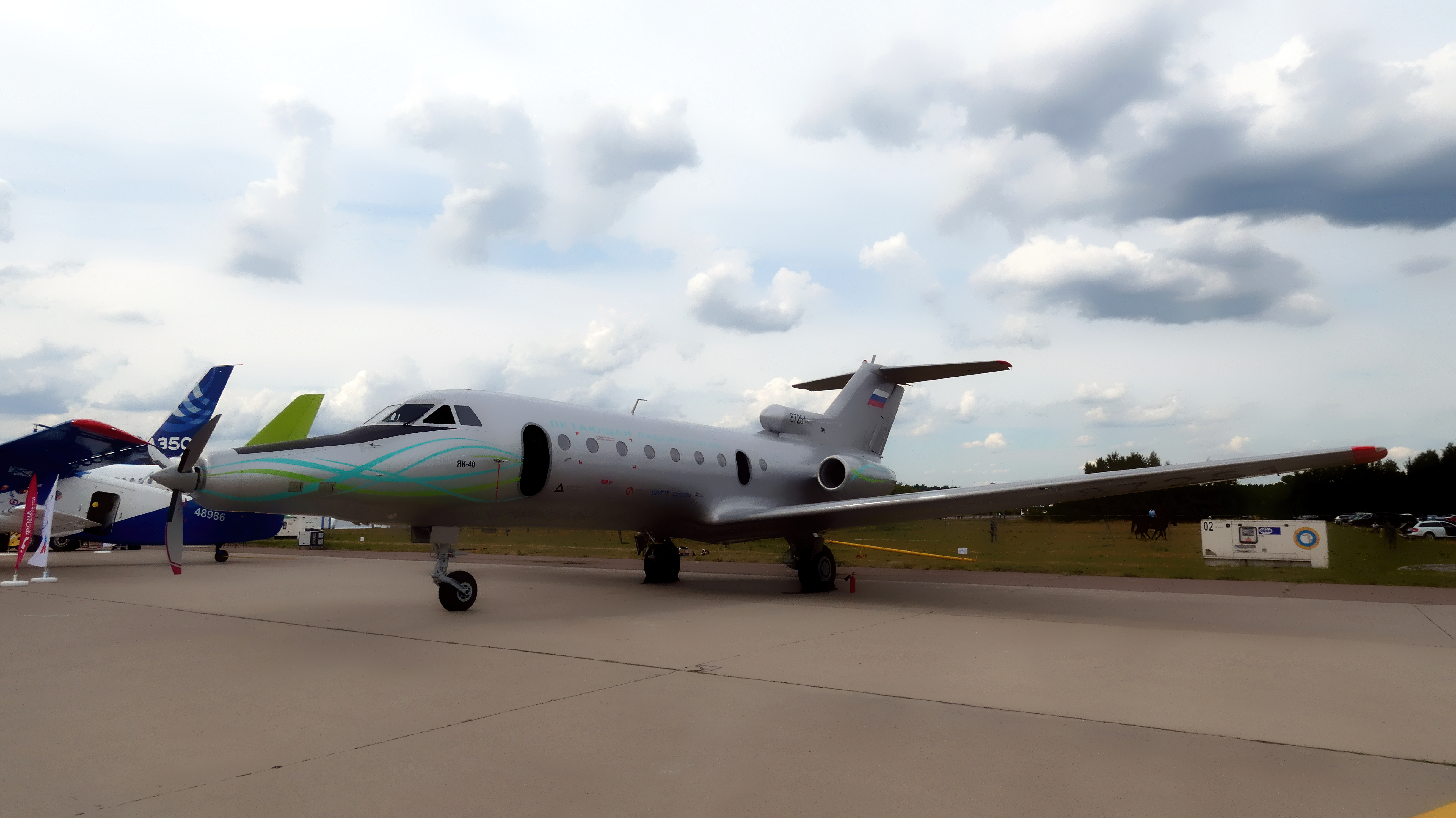
Летающая лаборатория на базе Як-40 для испытаний экспериментального образца гибридной силовой установки, экспозиция на МАКС-2021
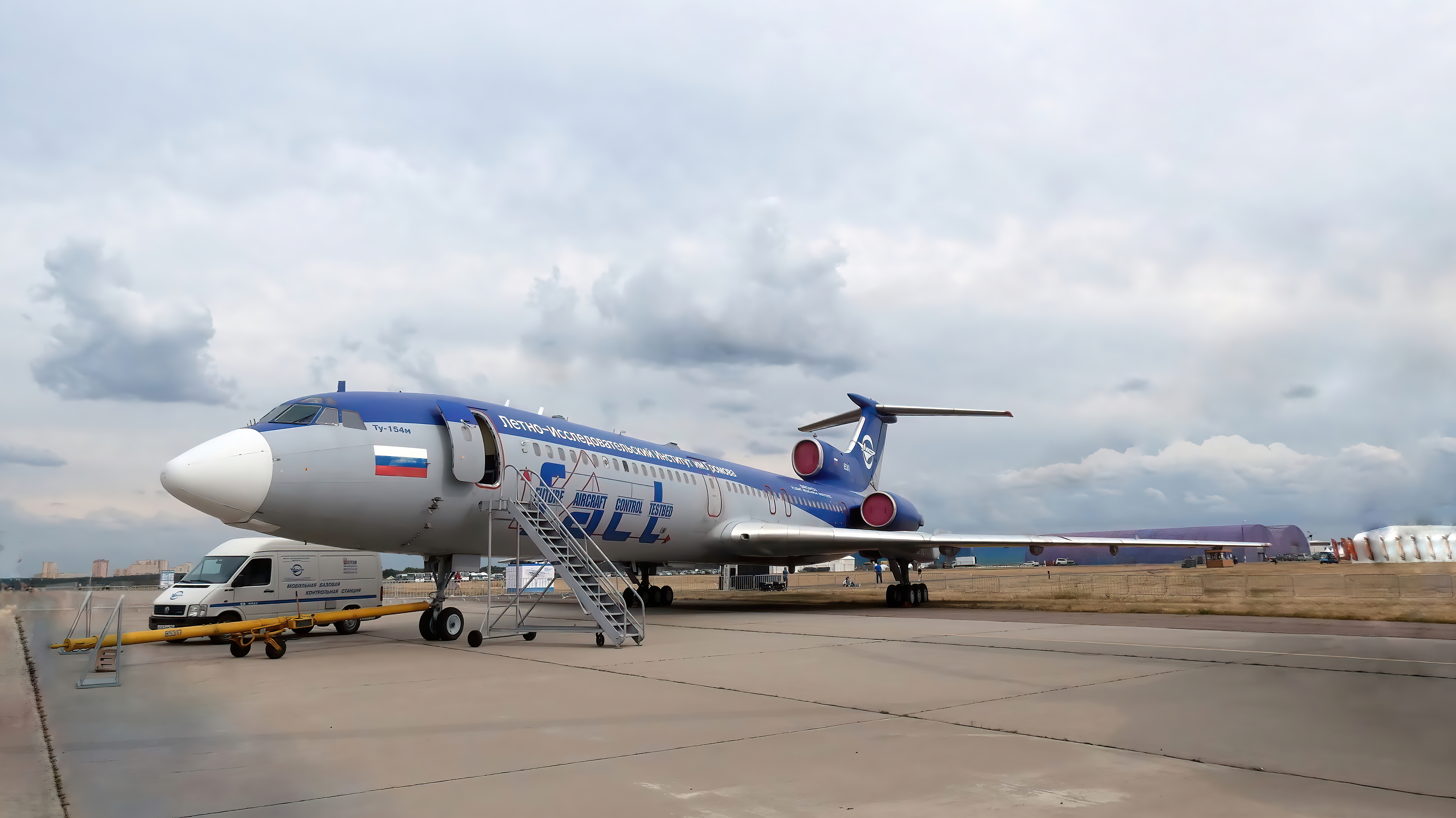
Летающая лаборатория на базе Ту-154 для испытаний новых систем управления самолётами, экспозиция на МАКС-2021